# Crestot
 Crestot  là một xã thuộc tỉnh Eure trong vùng Normandie miền bắc nước Pháp.